# ارزیابی کمیساریای عالی حقوق بشر نسبت به وضعیت حقوق بشر در سین‌کیانگ
ارزیابی OHCHR از نگرانی های حقوق بشر در منطقه خودمختار اویغور سین کیانگ، جمهوری خلق چین ، (انگلیسی: UN Human Rights Office assessment of human rights concerns in Xinjiang) دفتر کمیساریای عالی حقوق بشر سازمان ملل متحد در ۳۱ اوت ۲۰۲۲ طی گزارشی اعلام کرد، حکومت چین در جریان اقدامات و میزان بازداشت‌های خودسرانه و تبعیض‌آمیز خود علیه اویغورها و سایر اقلیت‌های قومی و عمدتا مسلمان در سین‌کیانگ ممکن است مرتکب «جنایات علیه بشریت» شده باشد.

## تاریخچه
از سال ۲۰۱۴، دولت چین، تحت مدیریت شی جین پینگ، دبیر کل حزب کمونیست چین (ح‌ک‌پی)، سیاست‌هایی را در منطقه سین‌کیانگ در پیش‌گرفت که منجر به بازداشت‌های خودسرانه و تبعیض‌آمیز بیش از یک میلیون مسلمان ترک در اردوگاه‌های اسارت بدون هیچ قانونی شده‌است. این فرایند، بزرگترین بازداشت اقلیت های قومی و مذهبی از زمان جنگ جهانی دوم به شمار می‌رود. کارشناسان تخمین می‌زنند که از سال ۲۰۱۷، حدود شانزده هزار مسجد تخریب یا منهدم شده‌اند،  و صدها هزار کودک به زور از والدین خود جدا شده و به مدارس شبانه‌روزی فرستاده شده‌اند. 